# Gittemie Eriksen
Gittemie Eriksen (født 1972 i Nørre Alslev) er en dansk forfatter, der er opvokset i sin fødeby på Nordfalster. Hun har læst medicin og human ernæring, og hun startede karrieren som forsker på KVL, hvor hun vandt en forskerpris sammen med sin studiegruppe. Siden arbejdede Gittemie i sundhedssektoren, før hun udgav sin første bog i 2012, krimien Bedraget. Siden er det blevet til en hel del krimier med makkerparret retsmediciner Pia Holm og politikommissær Lars Andersen. Krimierne foregår primært på Falster, Lolland, Møn og Sydsjælland. Gittemie Eriksen skriver også en blog for forfattere, forfatterbranding.dk, ligesom hun har udgivet en bog for forfattere, Genvejen til succes som forfatter. Gittemie har skrevet en række kriminoveller for ugebladet Hjemmet (2014-2020).